# Prugiasco
Prugiasco är en ort i kommunen Acquarossa i kantonen Ticino, Schweiz. 
Prugiasco var tidigare en egen kommun, men den 4 april 2004 bildade Prugiasco och sju andra kommuner den nya kommunen Acquarossa.